# 14 Irene
14 Irene, asteroid glavnog pojasa. Otkrio ga je John Russell Hind, 19. svibnja 1851. iz zvjezdarnice u Londonu.

## Vanjske poveznice
- Minor Planet Center

… |  13 Egeria  | 14 Irene |  15 Eunomia | …